# Nietzscheanos
Este artículo trata sobre la raza Nietzscheana, de la serie de televisión Andrómeda. Para consultar sobre la filosofía nietzscheana, consulta Friedrich Wilhelm Nietzsche.
Los nietzscheanos (en latín: Homo sapiens invictus) son una raza de la serie de TV Andrómeda. Son humanos modificados genéticamente. Fueron los causantes de la caída de la Mancomunidad tras una sangrienta guerra civil. Su filosofía está basada en las enseñanzas del filósofo alemán Friedrich Wilhelm Nietzsche y el darwinismo social. También leen a Ayn Rand.

## Organización
Se organizan por clanes, los que gobiernan diversos mundos, los más conocidos son:
- Clan Drago-Kasov: al cual pertenecía Drago Museveni y líder máximo de la nación Nietzscheana; también es el único clan que no mata a los nacidos defectuosos (ejemplo: estériles de nacimiento)
- Clan Kodiak: al cual pertenece Tyr Anasazi, tiene por misión custodiar el cuerpo de Drago, pues la leyenda indica que Drago reencarnaría y el cuerpo probaría la pureza genética del candidato.
- Clan Sabre (aliado al Clan Jaguar por arreglo matrimonial)
- Clan Jaguar (aliado al Clan Sabre por arreglo matrimonial)
- Clan Orca (Clan al borde de la extinción)
- Clan Al-Sharif

## Estructura social
Se estructura en clanes y grupos, cada clan consta de varios grupos, cada grupo es liderado por un Alpha, que es el líder indiscutido, el cual tiene derecho a ser elegido por las mujeres que deseen ser una de sus esposas, luego están los demás hombres estructurados por su poder, las mujeres tienen casi los mismos derechos que los hombres, participan en las batallas aunque su principal función es seleccionar a un macho fuerte y genéticamente superior como marido, educar a la prole en los valores nietzscheanos y asegurar la continuidad de la raza.
La familia debe ser aprobada por la matriarca del clan y se considera la astucia, fuerza, poder y pureza genética del candidato. Cada pareja busca tener la mayor cantidad de hijos posible, en un capítulo de la serie Tyr anasazi (líder del extinto clan Kodiak) ilustra: "...las relaciones nietzscheanas entre hombre y mujer son una intensa negociación de sexo, poder y fuerza, mientras más hijos tenga más de mí seguirá viviendo, más de mí se proyecta a la eternidad". En otro capítulo Tyr deja embarazada a una mujer Nietzscheana, finge aliarse al clan de ella (Clan Orca), traiciona al líder, roba los secretos del clan para luego destruir el mundo en que vivían, mientras viajan refugiados la madre le dice a su hija: "Por una parte, te abandono y dejó a su hijo a merced de los derrotados (le ofrece una botella azul abortiva), por otra parte fue más fuerte, astuto y listo que el líder... la decisión es tuya...".
La mayoría de los nietzscheanos escoge nombres de personajes históricos famosos de la Tierra, con gran predilección por mezclar nombres de distintos continentes. Algunos ejemplos: Napoleón-Cortez; Stalin-Pinochet, Cuauhtémoc-Hutu, Carlomagno-Bolívar, etc.

## Características físicas
Los Nietzscheanos son más grandes, fuertes, veloces que los seres humanos, son inmunes a la mayoría de los venenos y enfermedades, pueden respirar en ambientes tóxicos sin problemas y pueden contener la respiración por 20 minutos, comen una enorme variedad de cosas y se enorgullecen de sobrevivir donde los humanos no.
La mayor parte de los nietzscheanos tiene en su organismo ingeniería genética incorporada para hacerlos aún más fuertes, veloces e inteligentes, no es raro el uso de nanotecnología y el paso genético de nanomáquinas del torrente sanguíneo materno al feto.

## Máximas y citas
- El enemigo de mi enemigo sigue siendo mi enemigo.
- (Sobre las drogas): generan dependencia, la dependencia es debilidad, y la debilidad es muerte.
- Cuando un nietzscheano lee a Maquiavelo le parece un romántico inocente.
- Claro que los nietzscheanos aman a sus hijos, el problema es que son lo único que aman.
- "La diferencia entre el Clan Jaguar y el Drago-Kazov? Un Jaguar te apuñalará en la espalda para gana ventaja. Un Drago Kazov te apuñalará para saber si su puñal está afilado." --Carlomagno Bolívar
- "El poder absoluto corrompe absolutamente. Lo cual es un problema. Si eres alguien sin poder." --Drago Musevini, "Manifiesto"
- Para un nietzscheano, un juego nunca es "solo un juego".
- El alma de los nietzscheanos es esto: Somos arrogantes. Somos Vanidosos. Somos manipulativos. Somos egoístas. Y amamos a nuestros niños. --Drago Musevini, "Reflexiones Primarias".
- "Importa poco como habremos de morir, solo basta que muramos mejores hombres de lo que imaginamos podríamos ser... y no peor de lo que temíamos." --Drago Musevini